# Bill Lee (Politiker)

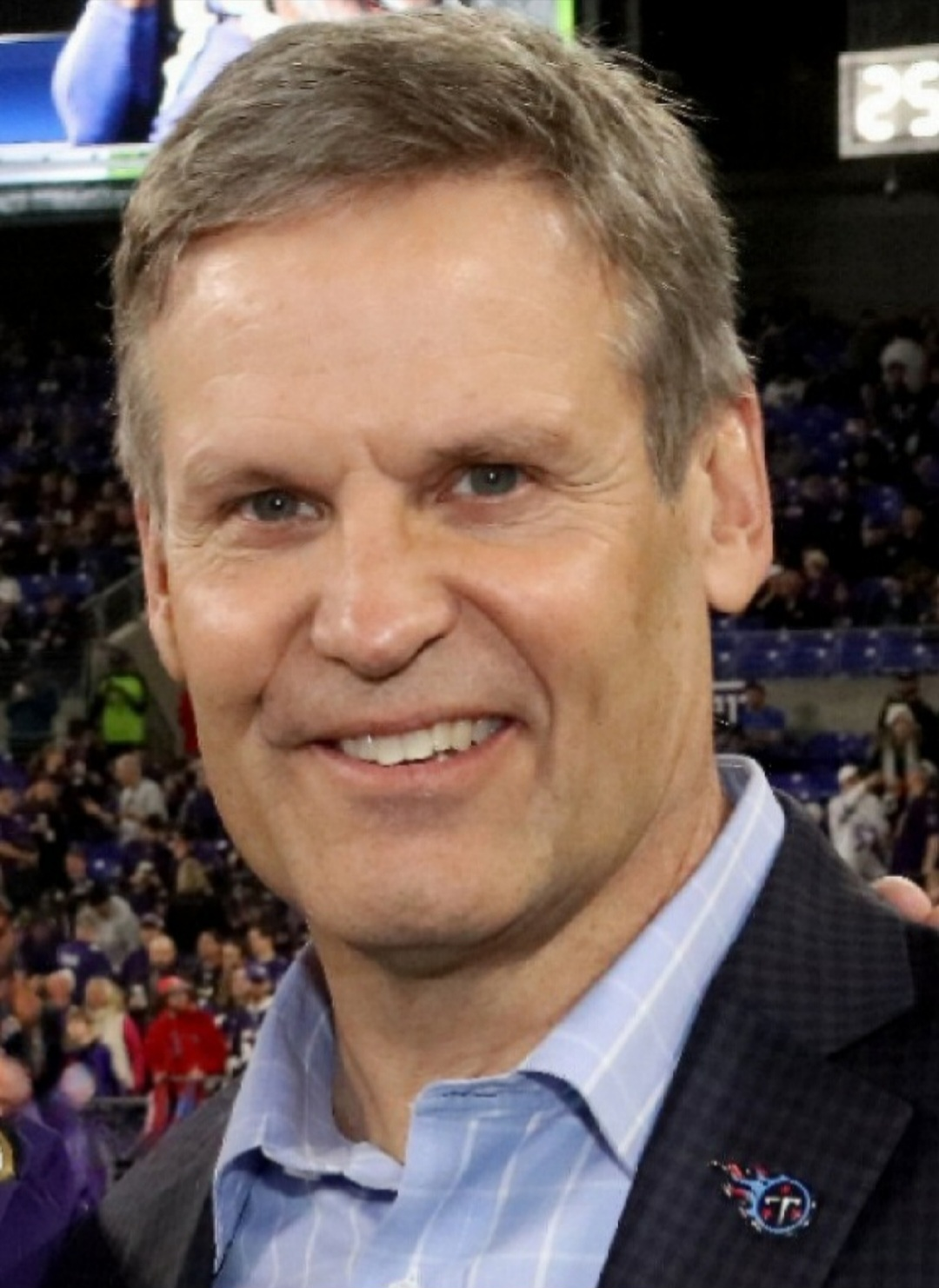
Bill Lee (2020)

William Byron „Bill“ Lee (* 9. Oktober 1959 in Franklin, Tennessee) ist ein US-amerikanischer Unternehmer und Politiker der Republikanischen Partei. Bei der Gouverneurswahl am 6. November 2018 wurde er zum Nachfolger von Bill Haslam gewählt. Er trat sein Amt als Gouverneur von Tennessee am 19. Januar 2019 an.

## Familie, Ausbildung und Beruf
Lee wurde in Franklin geboren und wuchs auf einer Farm in Fernvale auf. Er besuchte die Auburn University in Alabama und schloss dort mit einem Bachelor of Science ab. Er war daraufhin bis 2016 im Familienunternehmen tätig, unter anderem als CEO. Zudem war er stark ehrenamtlich engagiert, zum Beispiel als Verwaltungsrat der Belmont University oder als Mitglied der Tennessee Higher Education Commission, einer Kommission des Bundesstaates Tennessee zur Weiterentwicklung der höheren Bildung (Universitäten etc.). Außerdem ist er bei der Triple L Ranch involviert, einer Farm, die bereits in vierter Generation in Familienbesitz ist und Restaurants und Supermärkte in Middle Tennessee mit Fleisch versorgt.
Lee war von 1984 bis zu ihrem Tod im Jahr 2000 mit Carol Ann verheiratet. Sie starb bei einem Reitunfall. Aus dieser Ehe gingen vier Kinder hervor. Er beschrieb den Verlust seiner Frau durch diesen Unfall als einen der schmerzhaftesten Momente seines Lebens. Um seine vier Kinder großzuziehen, reduzierte Lee seine Tätigkeiten im Familienbetrieb drastisch. Seit 2008 ist er in zweiter Ehe mit Maria verheiratet.

## Politische Laufbahn
Im April 2017 gab Lee seine Kandidatur für das Amt des Gouverneurs von Tennessee bekannt. Amtsinhaber Bill Haslam durfte aufgrund einer in der Verfassung von Tennessee vorgesehenen Amtszeitbeschränkung nicht erneut kandidieren. In den Vorwahlen setzte sich Lee gegen fünf andere Kandidaten (unter ihnen Diane Black) durch und wurde für die Hauptwahl am 6. November 2018 nominiert. Gegen den ehemaligen Bürgermeister von Nashville, Karl Dean, der von den Demokraten nominiert wurde, setzte sich Lee bei der Hauptwahl mit 59,6 % der abgegebenen Stimmen durch und wurde somit zum neuen Gouverneur von Tennessee gewählt. Seine Amtszeit begann am 19. Januar 2019. Im November 2022 wurde er mit deutlicher Mehrheit wiedergewählt.